# Milton Latham
Milton Slocum Latham (ur. 23 maja 1827 w Columbus, zm. 4 marca 1882 w Nowym Jorku) – amerykański polityk, członek Partii Demokratycznej.

## Działalność polityczna
Od 4 marca 1853 do 3 marca 1855 zasiadał w 33. Kongresie Stanów Zjednoczonych będąc reprezentantem stanu Kalifornia (miejsce A) w Izbie Reprezentantów Stanów Zjednoczonych. Od 9 stycznia 1860 do 14 stycznia 1860 był 6. gubernatorem Kalifornii. W okresie od 5 marca 1860 do 3 marca 1863 był senatorem Stanów Zjednoczonych z Kalifornii (1. Klasa).